# Iván Malón
Iván Malón Aragonés (ur. 26 sierpnia 1986 w Gandia) – hiszpański piłkarz występujący na pozycji obrońcy w Cádiz CF.